# Grid (videojuego)
Grid (estilizado como GRID) es un videojuego de carreras desarrollado y publicado por Codemasters para Microsoft Windows, PlayStation 4 y Xbox One en octubre de 2019, y para Stadia en noviembre de 2019 como título de lanzamiento del sistema. Es el cuarto título de la serie Grid. Una secuela, Grid Legends, fue lanzada el 25 de febrero de 2022.

## Jugabilidad
Grid enfatiza el concepto de las disciplinas de carreras, convirtiéndolas en las nuevas categorías de eventos. Hay seis categorías principales: Touring, Stock, Tuner, GT, FA Racing e invitación. Durante el modo Carrera, el jugador elige un evento en particular en una de estas categorías, y cada evento (una serie de carreras) constituye un campeonato. Cada disciplina presenta autos y tipos de carreras marcadamente diferentes. Estos últimos incluyen carreras estándar, eventos de Time Attack, contrarreloj y carreras Sprint de punto a punto. Estas características incluyeron el comentario en el juego de Alex de los Estados Unidos como un juego por juego, junto con el ex dos veces campeón mundial de contrarreloj y un conductor habitual de turismos de alto nivel de Australia, nombró a Kristen como analista durante el la carrera.

### Grid World Series
La Grid World Series es un evento de carreras altamente competitivo que corre en varias pistas en varios continentes alrededor del mundo. Cuenta con tipos de carreras que incluyen Race y Time Attack. Ganar carreras contra pilotos en equipos establecidos en todas las disciplinas gana más dinero para la serie, y el logro de los cuales gana puntos de experiencia extra (XP) para los jugadores además de los recibidos por sus resultados. Una vez completado, el jugador es bienvenido a Grid World Series y debe completar el objetivo principal cuando los jugadores ingresaron a un evento, o ganar una medalla de oro, plata o bronce para ganar dinero y desbloquear a los compañeros de equipo del jugador, pancartas e imágenes del panel. así como libreas personalizadas y elogios.

### Sistema Némesis
Una de las mecánicas clave es el Sistema Nemesis, donde los conductores de IA se volverán agresivos con el jugador si lo golpean demasiado fuerte o con demasiada frecuencia. Como parte de esto, hay 400 controladores de IA únicos, cada uno con su propio estilo de carrera. Fernando Alonso aparece en este juego como un "consultor de carreras", con el jugador enfrentándose a él en el evento final de la campaña para un jugador, así como también como observador.

### Coches
Los autos en las disciplinas del juego se dividen además en niveles y clases de diversa fuerza. Algunos de los aspectos más destacados de los vehículos que se ofrecen son los contemporáneos TCR (TC-2), Supercars (Super Tourers) y Group 5  autos (TC-1 Specials) de la disciplina Touring, así como los muscle car estadounidenses modificados, el Dumont Type 37 ficticio y un Oval Stock Jupiter San Marino personalizado que representa la disciplina Stock, el GT4, GTE y DPi coches de la disciplina GT, JDM tuning modificado y coches World Time Attack que representan la disciplina Tuner , y los autos clásicos desde la década de 1960 hasta la década de 2000 que representan la disciplina Invitational. Este es el primero de la serie que no presenta autos Mercedes-Benz y McLaren, excepto el McLaren M8D.

### Pistas
En el caso de las pistas, el énfasis principal está en los circuitos permanentes del mundo real que constituyen la mayoría de los recorridos del juego. Estos van desde clásicos, como Brands Hatch, Silverstone, Indianapolis, hasta instalaciones más modernas, como el Sydney Motorsport Park, Sepang y Zhejiang International Circuit. Ubicaciones de la ciudad con calles ficticias, pero en su mayoría del mundo real de San Francisco, Shanghai, Barcelona, La Habana, y las pistas ficticias de punto a punto en escenarios auténticos completar la imagen (solo Okutama) y, como DLC, incluidos el Red Bull Ring, París y el Suzuka International Racing Course.

## Desarrollo
GRID se anunció originalmente el 21 de mayo de 2019. Inicialmente estaba programado para su lanzamiento el 13 de septiembre de 2019, pero los creadores decidieron retrasar la fecha de lanzamiento original de los juegos para darle una "exposición adicional" para cuando se lanzara. El juego se lanzó más tarde el 11 de octubre de 2019.

## Recepción
Grid recibió críticas "mixtas o promedio" y "generalmente favorables", según agregador de reseñas Metacritic.

### Premios
| Año  | Premio              | Categoría                        | Resultado | Ref    |
| ---- | ------------------- | -------------------------------- | --------- | ------ |
| 2019 | Game Critics Awards | Mejor juego de carreras          | Nominado  | [ 14 ] |
| 2019 | Gamescom            | Mejor juego de carreras          | Ganador   | [ 15 ] |
| 2019 | Titanium Awards     | Mejor juego de deportes/carreras | Nominado  | [ 16 ] |